# 三好市立佐野小学校
三好市立佐野小学校（みよししりつ さのしょうがっこう）は、徳島県三好市池田町佐野字金氏にあった公立小学校。
2014年（平成26年）6月30日 廃校となる。

## 沿革
- 1874年 - 創設
- 2006年 - 町村合併のため三好市立佐野小学校となる。
- 2012年（平成24年）4月1日 - 休校。
- 2014年（平成26年）6月30日 - 廃校。